# Міддл-Інлет (Вісконсин)
Міддл-Інлет (англ. Middle Inlet) — місто (англ. town) в США, в окрузі Марінетт штату Вісконсин. Населення — 851 особа (2020).

## Демографія
Згідно з переписом 2010 року, у місті мешкало 840 осіб у 376 домогосподарствах у складі 251 родини. Було 899 помешкань
Расовий склад населення:
| - 97,1 % — білих - 1,1 % — корінних американців - 0,1 % — азіатів |

До двох чи більше рас належало 1,7 %. Частка іспаномовних становила 0,2 % від усіх жителів.
За віковим діапазоном населення розподілялося таким чином: 17,9 % — особи молодші 18 років, 57,9 % — особи у віці 18—64 років, 24,2 % — особи у віці 65 років та старші. Медіана віку мешканця становила 50,6 року. На 100 осіб жіночої статі у місті припадало 109,5 чоловіків;  на 100 жінок у віці від 18 років та старших — 104,7 чоловіків також старших 18 років.
Середній дохід на одне домашнє господарство  становив 46 408 доларів США (медіана — 38 281), а середній дохід на одну сім'ю — 52 284 долари (медіана — 43 824). Медіана доходів становила 44 286 доларів для чоловіків та 28 438 доларів для жінок. За межею бідності перебувало 15,6 % осіб, у тому числі 23,8 % дітей у віці до 18 років та 6,5 % осіб у віці 65 років та старших.
Цивільне працевлаштоване населення становило 364 особи. Основні галузі зайнятості: виробництво — 30,8 %, освіта, охорона здоров'я та соціальна допомога — 13,2 %, сільське господарство, лісництво, риболовля — 10,4 %, будівництво — 10,2 %.